# 紐約州法律彙編
紐約州法律彙編（Consolidated Laws of New York；紐約州法典彙編）是紐約州議會所頒布的具有通用性質之紐約州永久法律的法典彙編。
紐約州法律彙編內容篇章是由一些相關的法律章節所組成。紐約州使用一種稱為"連續法典化編纂"(continuous codification)的系統，其中每個州議會法律彙編都清楚地確定了受其通過影響的"紐約州法律彙編"之法律及篇章。與民法典不同，紐約州法律彙編是系統性的、但是既不全面也不先聲奪人，在實務上的應用通常需要參考其他的法律以及判例法。紐約州法律彙編在1909-1910年間僅由紐約州印刷過一次，但有三個全面且經過認證的更新商業私人版本。紐約州法律彙編可以在網上找到，不過沒有附加評論。
也存在有未彙編的法律，比如各種法院的法案。未彙編的法律是屬於未法典化的，通常是局限於它們的區域性質，不過在其他方面卻具有法律約束力的。紐約州的州議會法律彙編是在紐約州議會法律彙編中公佈。

## 參閱
- 美國國會或州議會之會期法律彙編（英语：Session laws）
- 紐約州議會法律彙編（英语：Laws of New York）
- 紐約州立法法案起草委員會（英语：Legislative Bill Drafting Commission）
- 氣候領導與社區保護法案（英语：Climate Leadership and Community Protection Act）
- 科羅拉多州修訂法典（英语：Colorado Revised Statutes）
- 附錄本（英语：Pocket part）(口袋附錄本)
- 加利福尼亞州法典彙編（英语：California Codes）(加州法典彙編/加州法規)
- 加利福尼亞州法律（英语：Law of California）(加州法律)
- 加利福尼亞州司法部（英语：California Department of Justice）(加州司法部)
- 加利福尼亞州民法（英语：California Civil Code）(加州民法)
- 加利福尼亞州民事訴訟法（英语：California Code of Civil Procedure）(加州民事訴訟法)
- 加利福尼亞州刑法（英语：California Penal Code）(加州刑法)
- 加利福尼亞州證據法（英语：California Evidence Code）(加州證據法)
- 加利福尼亞州健康暨安全法規（英语：California Health and Safety Code）(加州健康暨安全法規)
- 加利福尼亞州保險法（英语：California Insurance Code）(加州保險法)
- 加利福尼亞州勞動法（英语：California Labor Code）(加州勞動法)

## 外部連結
- Consolidated Laws （页面存档备份，存于） from the New York State Senate
- Consolidated Laws （页面存档备份，存于） from the Legislative Bill Drafting Commission
- Consolidated Laws （页面存档备份，存于） from FindLaw
- Consolidated Laws （页面存档备份，存于） from Justia
- Consolidated Laws from Socratek
- Consolidated Laws （页面存档备份，存于） from Onecle

template:Statutory codes of the United States by U.S. state